# Седьмое лето Сюмбель
«Седьмое лето Сюмбель» (баш. Сөмбөлдөң етенсе йәйе) — российский кинофильм 2002 года. В фильме рассказывается о судьбе семьи лейтенанта НКВД, попавшей в жернова сталинской репрессивной машины и вынужденной спасаться бегством в отдалённом уголке Башкирии.

## Краткое содержание
1937 год. Офицер НКВД Курамша Янбердин узнает, что его жена будет арестована по обвинению в распространении антисоветской пропаганды. Несмотря на то, что она семь лет, с момента их первой встречи, скрывала своё прошлое, он любит её и нисколько не сомневается в её прошлом. У них есть дочь, и он решает бежать из города. Путь беглецов лежит в глухую деревню, где живут боевые товарищи Курамши — Ахат и Тагир, с которыми он боролся за Советскую власть. Однако на беглецов уже объявлен розыск.

## В ролях
| Актёр                      | Роль          |
| -------------------------- | ------------- |
| Расуль Карабулатов         | Курамша       |
| Рушанна Бабич              | Фирдаус       |
| Камилла Биккулова-Кусимова | Сюмбель       |
| Алмас Амиров               | Ахат Гайфулин |
| Нагим Нургалин             | Тагир         |
| Валерий Малюшин            | Иван Петрович |
| Талгат Юсупов              | Самат         |
| Гульшат Гайсина            | Гульсария     |
| Айрат Мусин                | Муллаян       |

## Съёмочная группа
- Авторы сценария: Магафур Тимербулатов, Булат Юсупов
- Режиссёр: Булат Юсупов
- Оператор-постановщик: Анатолий Лесников
- Художник-постановщик: Дмитрий Хильченко
- Композиторы: Урал Идельбаев
- Продюсеры: Раис Исмагилов

## примечание
Награды и участие в фестивалях:

2002 г — 11 Международный фестиваль стран Балтии и СНГ. Внеконкурсный показ фильм «Седьмое лето Сюмбель»

2002 г. — 8 Международный правозащитный фестиваль «Сталкер» — приз гильдии киноведов и кинокритиков за фильм «Седьмое лето Сюмбель»,

2003 г. — 24 Московском Международном Кинофестивале — в спец. программе «Кино регионов России», показ фильма «Седьмое лето Сюмбель»

2004 г. — Кинофестиваль «Встречи в Сибири» показ фильма «Седьмое лето Сюмбель»

2004 г. — Кинофестиваль «Kун десегей» Якутск, приз за лучший фильм «Седьмое лето Сюмбель».